# Championnat du monde de motocross 2006
Navigation
Édition précédente Édition suivante
Le championnat du monde de motocross 2006 compte 15 Grand-Prix.

## Grand Prix de la saison 2006

### MX1 et MX2
| Manche | Date              | Grand Prix                       | Lieu            | Classe | 1ère manche        | 2ème manche        | Vainqueur du GP    |
| 1      | 3 avril 2006      | Grand Prix des Flandres          | Zolder          | MX1    | Sébastien Tortelli | Stefan Everts      | Stefan Everts      |
| 1      | 3 avril 2006      | Grand Prix des Flandres          | Zolder          | MX2    | David Philippaerts | Tyla Rattray       | Tyla Rattray       |
| 2      | 16 avril 2006     | Grand Prix d'Espagne             | Bellpuig        | MX1    | Kevin Strijbos     | Stefan Everts      | Stefan Everts      |
| 2      | 16 avril 2006     | Grand Prix d'Espagne             | Bellpuig        | MX2    | Kenneth Gundersen  | Antonio Cairoli    | Tyla Rattray       |
| 3      | 23 avril 2006     | Grand Prix du Portugal           | Agueda          | MX1    | Stefan Everts      | Stefan Everts      | Stefan Everts      |
| 3      | 23 avril 2006     | Grand Prix du Portugal           | Agueda          | MX2    | Antonio Cairoli    | Tyla Rattray       | Tyla Rattray       |
| 4      | 7 mai 2006        | Grand Prix d'Allemagne           | Teutschenthal   | MX1    | Stefan Everts      | Stefan Everts      | Stefan Everts      |
| 4      | 7 mai 2006        | Grand Prix d'Allemagne           | Teutschenthal   | MX2    | Christophe Pourcel | Christophe Pourcel | Christophe Pourcel |
| 5      | 21 mai 2006       | Grand Prix du Japon              | Sugo            | MX1    | Stefan Everts      | Stefan Everts      | Stefan Everts      |
| 5      | 21 mai 2006       | Grand Prix du Japon              | Sugo            | MX2    | Billy McKenzie     | Antonio Cairoli    | Billy McKenzie     |
| 6      | 4 juin 2006       | Grand Prix de Bulgarie           | Sevlievo        | MX1    | Stefan Everts      | Stefan Everts      | Stefan Everts      |
| 6      | 4 juin 2006       | Grand Prix de Bulgarie           | Sevlievo        | MX2    | Antonio Cairoli    | Marc de Reuver     | Marc de Reuver     |
| 7      | 11 juin 2006      | Grand Prix d'Italie              | Montevarchi     | MX1    | Stefan Everts      | Stefan Everts      | Stefan Everts      |
| 7      | 11 juin 2006      | Grand Prix d'Italie              | Montevarchi     | MX2    | David Philippaerts | David Philippaerts | David Philippaerts |
| 8      | 18 juin 2006      | Grand Prix de Grande-Bretagne    | Matterley Basin | MX1    | Stefan Everts      | Stefan Everts      | Stefan Everts      |
| 8      | 18 juin 2006      | Grand Prix de Grande-Bretagne    | Matterley Basin | MX2    | David Philippaerts | Antonio Cairoli    | David Philippaerts |
| 9      | 2 juillet 2006    | Grand Prix de Suède              | Uddevalla       | MX1    | Stefan Everts      | Stefan Everts      | Stefan Everts      |
| 9      | 2 juillet 2006    | Grand Prix de Suède              | Uddevalla       | MX2    | David Philippaerts | Christophe Pourcel | David Philippaerts |
| 10     | 16 juillet 2006   | Grand Prix d'Afrique du Sud      | Sun City        | MX1    | Stefan Everts      | Stefan Everts      | Stefan Everts      |
| 10     | 16 juillet 2006   | Grand Prix d'Afrique du Sud      | Sun City        | MX2    | David Philippaerts | Antonio Cairoli    | Antonio Cairoli    |
| 11     | 30 juillet 2006   | Grand Prix de République tchèque | Loket           | MX1    | Stefan Everts      | Stefan Everts      | Stefan Everts      |
| 11     | 30 juillet 2006   | Grand Prix de République tchèque | Loket           | MX2    | Tyla Rattray       | Antonio Cairoli    | David Philippaerts |
| 12     | 6 août 2006       | Grand Prix de Belgique           | Namur           | MX1    | Stefan Everts      | Stefan Everts      | Stefan Everts      |
| 12     | 6 août 2006       | Grand Prix de Belgique           | Namur           | MX2    | Antonio Cairoli    | Antonio Cairoli    | Antonio Cairoli    |
| 13     | 27 août 2006      | Grand Prix d'Irlande             | Desert Martin   | MX1    | Stefan Everts      | Joshua Coppins     | Stefan Everts      |
| 13     | 27 août 2006      | Grand Prix d'Irlande             | Desert Martin   | MX2    | Tyla Rattray       | Tyla Rattray       | Tyla Rattray       |
| 14     | 3 septembre 2006  | Grand Prix des Pays-Bas          | Lierop          | MX1    | Stefan Everts      | Stefan Everts      | Stefan Everts      |
| 14     | 3 septembre 2006  | Grand Prix des Pays-Bas          | Lierop          | MX2    | Antonio Cairoli    | Christophe Pourcel | Christophe Pourcel |
| 15     | 17 septembre 2006 | Grand Prix de France             | Ernée           | MX1    | Stefan Everts      | Stefan Everts      | Stefan Everts      |
| 15     | 17 septembre 2006 | Grand Prix de France             | Ernée           | MX2    | Antonio Cairoli    | Antonio Cairoli    | Antonio Cairoli    |

### MX3
| Manche | Date             | Grand Prix              | Lieu                 | 1ère manche      | 2ème manche      | Vainqueur du Grand Prix |
| ------ | ---------------- | ----------------------- | -------------------- | ---------------- | ---------------- | ----------------------- |
| 1      | 2 avril 2006     | Grand Prix de France    | Castelnau-de-Lévis   | Yves Demaria     | Yves Demaria     | Yves Demaria            |
| 2      | 8 avril 2006     | Grand Prix d'Espagne    | Talavera de la Reina | Yves Demaria     | Enrico Oddenino  | Yves Demaria            |
| 3      | 23 avril 2006    | Grand Prix d'Italie     | Cingoli              | Christian Beggi  | Yves Demaria     | Yves Demaria            |
| 4      | 7 mai 2006       | Grand Prix de Hongrie   | Nyáregyháza          | Sven Breugelmans | Sven Breugelmans | Sven Breugelmans        |
| 5      | 21 mai 2006      | Grand Prix d'Allemagne  | Reutlingen           | Marc Ristori     | Yves Demaria     | Marc Ristori            |
| 6      | 25 mai 2006      | Grand Prix des Pays-Bas | Rhenen               | Sven Breugelmans | Sven Breugelmans | Sven Breugelmans        |
| 7      | 4 juin 2006      | Grand Prix de Suède     | Tomelilla            | Yves Demaria     | Yves Demaria     | Yves Demaria            |
| 8      | 11 juin 2006     | Grand Prix de Croatie   | Mladina              | Sven Breugelmans | Yves Demaria     | Yves Demaria            |
| 9      | 18 juin 2006     | Grand Prix de Slovénie  | Orehova Vas          | Sven Breugelmans | Yves Demaria     | Yves Demaria            |
| 10     | 2 juillet 2006   | Grand Prix des Pays-Bas | Markelo              | Christian Beggi  | Christian Beggi  | Christian Beggi         |
| 11     | 9 juillet 2006   | Grand Prix d'Italie     | Faenza               | Christian Beggi  | Christian Beggi  | Christian Beggi         |
| 12     | 16 juillet 2006  | Grand Prix de Lettonie  | Ķegums               | Christian Beggi  | Sven Breugelmans | Christian Beggi         |
| 13     | 30 juillet 2006  | Grand Prix de Bulgarie  | Samokov              | Enrico Oddenino  | Christian Beggi  | Enrico Oddenino         |
| 14     | 3 septembre 2006 | Grand Prix de Suisse    | Roggenburg           | Marc Ristori     | Marc Ristori     | Marc Ristori            |

## Classement du Championnat du Monde MX1
| Clas. | Pilote             | Pays             | Constructeur | Nombre de points | Nombre de victoires de GP | Nombre de podiums de GP | Nombre de victoires de manches |
| ----- | ------------------ | ---------------- | ------------ | ---------------- | ------------------------- | ----------------------- | ------------------------------ |
| 1     | Stefan Everts      | Belgique         | Yamaha       | 739              | 14                        | 15                      | 27                             |
| 2     | Kevin Strijbos     | Belgique         | Suzuki       | 529              |                           | 6                       | 1                              |
| 3     | Steve Ramon        | Belgique         | Suzuki       | 483              |                           | 8                       |                                |
| 4     | Ken de Dycker      | Belgique         | Kawasaki     | 463              |                           | 2                       |                                |
| 5     | Tanel Loek         | Estonie          | Kawasaki     | 443              |                           | 4                       |                                |
| 6     | Jonathan Barragan  | Espagne          | KTM          | 376              |                           | 2                       |                                |
| 7     | Joshua Coppins     | Nouvelle-Zélande | Honda        | 330              | 1                         | 7                       | 1                              |
| 8     | Manuel Priem       | Belgique         | Yamaha       | 278              |                           |                         |                                |
| 9     | Pascal Leuret      | France           | Honda        | 267              |                           |                         |                                |
| 10    | James Noble        | Grande-Bretagne  | Honda        | 226              |                           |                         |                                |
| 11    | Cédric Melotte     | Belgique         | Yamaha       | 278              |                           |                         |                                |
| 12    | Javier Garcia Vico | Espagne          | Honda        | 278              |                           |                         |                                |
| 13    | Gordon Crockard    | Irlande          | Honda        | 173              |                           |                         |                                |
| 14    | Antti Pyrhonen     | Finlande         | TM           | 168              |                           |                         |                                |
| 15    | Julien Bill        | Suisse           | Yamaha       | 167              |                           |                         |                                |
| 16    | Marvin Van Daele   | Belgique         | Honda        | 155              |                           |                         |                                |
| 17    | Brian Jorgensen    | Danemark         | Honda        | 278              |                           |                         |                                |
| 18    | Wyatt Avis         | Afrique du Sud   | KTM          | 120              |                           |                         |                                |
| 19    | Kornel Nemeth      | Hongrie          | Suzuki       | 106              |                           |                         |                                |
| 20    | Danny Theybers     | Belgique         | Suzuki       | 102              |                           |                         |                                |
| 21    | Sébastien Tortelli | France           | KTM          | 278              |                           | 1                       | 1                              |
| 22    | Lauris Freibergs   | Lettonie         | Suzuki       | 88               |                           |                         |                                |
| 23    | Alex Salvini       | Italie           | Suzuki       | 83               |                           |                         |                                |
| 24    | Bas Verhoeven      | Pays-Bas         | Kawasaki     | 73               |                           |                         |                                |
| 25    | Clément Desalle    | Belgique         | Suzuki       | 70               |                           |                         |                                |
| 26    | Johnny Lindhe      | Suède            | KTM          | 47               |                           |                         |                                |
| 27    | Mark Jones         | Grande-Bretagne  | Honda        | 43               |                           |                         |                                |
| 28    | Stephen Sword      | Kawasaki         | Yamaha       | 40               |                           |                         |                                |
| 29    | Claudio Federici   | Italie           | Kawasaki     | 34               |                           |                         |                                |
| 30    | Aigars Bobkovs     | Lettonie         | Honda        | 31               |                           |                         |                                |

## Classement du Championnat du Monde MX2
| Clas. | Pilote                 | Pays            | Constructeur | Nombre de points | Nombre de victoires de GP | Nombre de podiums de GP | Nombre de victoires de manches |
| ----- | ---------------------- | --------------- | ------------ | ---------------- | ------------------------- | ----------------------- | ------------------------------ |
| 1     | Christophe Pourcel     | France          | Kawasaki     | 581              | 2                         | 10                      | 4                              |
| 2     | Antonio Cairoli        | Italie          | Yamaha       | 563              | 3                         | 9                       | 12                             |
| 3     | David Philippaerts     | Italie          | KTM          | 480              | 4                         | 6                       | 6                              |
| 4     | Tyla Rattray           | Afrique du Sud  | KTM          | 475              | 4                         | 7                       | 5                              |
| 5     | Marc de Reuver         | Pays-Bas        | KTM          | 408              | 1                         | 5                       | 1                              |
| 6     | Carl Nunn              | Grande-Bretagne | KTM          | 377              |                           | 2                       |                                |
| 7     | Rui Goncalves          | Portugal        | KTM          | 325              |                           |                         |                                |
| 8     | Tommy Searle           | Grande-Bretagne | Kawasaki     | 315              |                           | 2                       |                                |
| 9     | Billy McKenzie         | Grande-Bretagne | Yamaha       | 302              | 1                         | 2                       | 1                              |
| 10    | Sébastien Pourcel      | France          | Kawasaki     | 298              |                           | 1                       |                                |
| 11    | Gareth Swanepoel       | Afrique du Sud  | Kawasaki     | 286              |                           |                         |                                |
| 12    | Alessio Chiodi         | Italie          | Yamaha       | 229              |                           |                         |                                |
| 13    | Kenneth Gundersen      | Norvège         | Yamaha       | 223              |                           | 1                       | 1                              |
| 14    | Manuel Monni           | Italie          | KTM          | 196              |                           |                         |                                |
| 15    | Aigar Leok             | Estonie         | Yamaha       | 160              |                           |                         |                                |
| 16    | Davide Guarneri        | Italie          | Yamaha       | 153              |                           |                         |                                |
| 17    | Matti Seistola         | Finlande        | Honda        | 150              |                           |                         |                                |
| 18    | Anthony Boissiere      | France          | Yamaha       | 112              |                           |                         |                                |
| 19    | Pierre-Alexandre Renet | France          | Honda        | 106              |                           |                         |                                |
| 20    | Maximilian Nagl        | Allemagne       | KTM          | 103              |                           |                         |                                |
| 21    | Patrick Caps           | Belgique        | Honda        | 96               |                           |                         |                                |
| 22    | Luigi Seguy            | France          | Yamaha       | 94               |                           |                         |                                |
| 23    | Nicolas Aubin          | France          | KTM          | 87               |                           |                         |                                |
| 24    | Carlos Campano         | Espagne         | KTM          | 70               |                           |                         |                                |
| 25    | Marcus Schiffer        | Allemagne       | KTM          | 60               |                           |                         |                                |
| 26    | Tom Church             | Grande-Bretagne | Kawasaki     | 46               |                           |                         |                                |
| 27    | Jason Dougan           | Grande-Bretagne | Honda        | 36               |                           |                         |                                |
| 28    | Antoine Méo            | France          | Honda        | 30               |                           |                         |                                |
| 29    | Xavier Boog            | France          | Yamaha       | 28               |                           |                         |                                |
| 30    | Dennis Verbruggen      | Belgique        | Yamaha       | 22               |                           |                         |                                |

## Classement du Championnat du Monde MX3
| Clas. | Pilote              | Pays               | Constructeur | Nombre de points | Nombre de victoires de GP | Nombre de podiums de GP | Nombre de victoires de manches |
| ----- | ------------------- | ------------------ | ------------ | ---------------- | ------------------------- | ----------------------- | ------------------------------ |
| 1.    | Yves Demaria        | France             | KTM          | 560              | 6                         | 10                      | 9                              |
| 2.    | Sven Breugelmans    | Belgique           | KTM          | 547              | 2                         | 9                       | 7                              |
| 3.    | Christian Beggi     | Italie             | Honda        | 474              | 3                         | 7                       | 7                              |
| 4.    | Marc Ristori        | Suisse             | Honda        | 455              | 2                         | 7                       | 3                              |
| 5.    | Enrico Oddenino     | Italie             | Honda        | 380              | 1                         | 4                       | 2                              |
| 6.    | Martin Zerava       | République tchèque | Honda        | 295              |                           | 1                       |                                |
| 7.    | Saso Kragelj        | Slovénie           | Yamaha       | 284              |                           |                         |                                |
| 8.    | Jan Zaremba         | République tchèque | KTM          | 269              |                           | 1                       |                                |
| 9.    | David Cadek         | République tchèque | KTM          | 248              |                           |                         |                                |
| 10.   | Vincent Collet      | Belgique           | Suzuki       | 220              |                           |                         |                                |
| 11    | Daniele Bricca      | Italie             | Honda        | 176              |                           | 1                       |                                |
| 12    | Michal Kadlecek     | République tchèque | Yamaha       | 173              |                           |                         |                                |
| 13    | Nenad Sipek         | Croatie            | Yamaha       | 172              |                           | 2                       |                                |
| 14    | Michael Staufer     | Autriche           | KTM          | 124              |                           |                         |                                |
| 15    | Bader Manneh        | États-Unis         | KTM          | 122              |                           |                         |                                |
| 16    | Frédéric Weigert    | Belgique           | Yamaha       | 67               |                           |                         |                                |
| 17    | Oswald Reisinger    | Autriche           | Honda        | 62               |                           |                         |                                |
| 18    | Christian Stevanini | Italie             | Suzuki       | 61               |                           |                         |                                |
| 19    | Christophe Martin   | France             | KTM          | 56               |                           |                         |                                |
| 20    | Niko Kalatie        | Finlande           | KTM          | 53               |                           |                         |                                |
| 21    | William Saris       | Pays-Bas           | Yamaha       | 53               |                           |                         |                                |
| 22    | Jurgen Van Nooten   | Pays-Bas           | KTM          | 52               |                           |                         |                                |
| 23    | Jussi Nikkila       | Finlande           | Yamaha       | 51               |                           |                         |                                |
| 24    | Mina Spindler       | Slovénie           | Honda        | 49               |                           |                         |                                |
| 25    | Mario Hirschmugl    | Autriche           | KTM          | 44               |                           |                         |                                |
| 26    | Mike Kras           | Pays-Bas           | Suzuki       | 43               |                           |                         |                                |
| 27    | Matteo Aperio       | Italie             | Honda        | 42               |                           |                         |                                |
| 28    | Thomas Traversini   | Italie             | KTM          | 39               |                           |                         |                                |
| 29    | Matthieu Doutaz     | Suisse             | Honda        | 36               |                           |                         |                                |
| 30    | Julien Vanni        | France             | Honda        | 35               |                           |                         |                                |